# Nottingham Trent University
Die Nottingham-Trent-Universität (NTU) (englisch: Nottingham Trent University) ist eine staatliche Universität in Nottingham, England und eine der 100 besten Wirtschaftshochschulen Europas.
Die Wurzeln der Hochschule reichen zurück in das Jahr 1843. Sie wurde 1970 als Trent Polytechnic gegründet, bevor sie 1992 ihren Universitätsstatus bekam. Die Universität ist eine der größten Universitäten im Vereinigten Königreich: gemessen an der Zahl der Studierenden lag sie mit 41.465 im Studienjahr 2021/2022 auf Platz sechs.
Die Universität ist auf fünf Standorte in und um Nottingham verteilt, einer davon im 19 km nördlich von Nottingham entfernten Mansfield. Dazu wird 2023 eine Niederlassung in London eröffnet. Der Hauptcampus ist im Norden der Innenstadt Nottinghams, wo unter anderem Betriebswirtschaft, Recht, Architektur, Design, Sozialwissenschaften und Journalismus untergebracht sind. Der Campus Confetti Nottingham ist ebenfalls zentral gelegen, der Clifton Campus liegt am südwestlichen Stadtrand und beherbergt Naturwissenschaften, Informatik, Sport, Pädagogik und Geisteswissenschaften. Im östlich von Nottingham gelegenen Brackenhurst Campus sind Landwirtschaft, Tierwissenschaften und Umweltwissenschaften untergebracht.

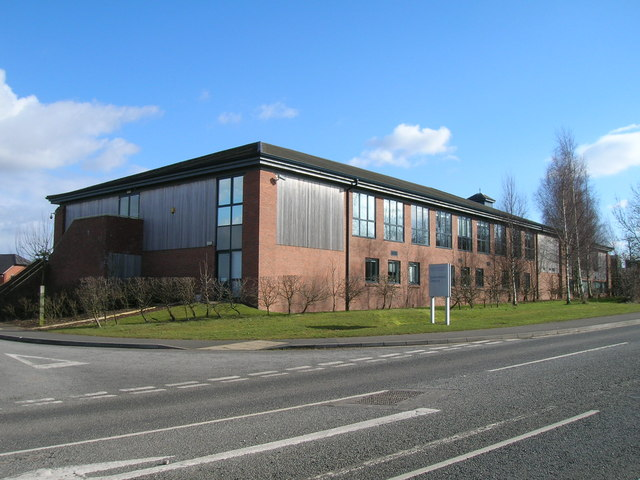
Gebäude der Nottingham Trent University am Brackenhurst Campus

Die Universität erreichte Platz 16 im nationalen Ranking des Guardian 2019 und Platz 42 im Complete University Guide. Sie wurde Times Higher Education „University of the Year 2017“, und von der Sunday Times zur „Modern University of the Year 2018“ erklärt.
Die Forschung ist in fünf Schwerpunktthemen gebündelt: „Nachhaltige Zukunft“, „Sicherheit für Bürger und Gesellschaft“, „Medizinische Technologien und Neue Materialien“, „Welterbe: Wissenschaft, Management und Entwicklung“ sowie „Gesundheit und Wohlbefinden“. Die Universität erhielt für ihre Forschung 2015 den Queen's Anniversary Prize for Higher and Further Education.

## Zahlen zu den Studierenden
Von den 41.465 Studenten des Studienjahrens 2021/2022 nannten sich 22.435 weiblich (54,1 %) und 18.990 männlich (45,8 %).
Von den 35.785 Studenten 2019/2020 waren 19.745 weiblich (55,2 %) und 16.010 männlich (44,7 %). 29.945 Studierende kamen aus England, 70 aus Schottland, 330 aus Wales, 125 aus Nordirland, 1.225 aus der EU und 4.000 aus dem Nicht-EU-Ausland. Damit kamen 5.225 (14,6 %) aus dem Ausland. 28.915 der Studierenden (80,8 %) strebten 2019/2020 ihren ersten Studienabschluss an, sie waren also undergraduates. 6.870 (19,2 %)arbeiteten auf einen weiteren Abschluss hin, sie waren postgraduates. Davon arbeiteten 820 in der Forschung.
2011/2012 waren es 27.930 Studierende gewesen.